# Соколов, Сергей Валерьевич
Сергей Валерьевич Соколов (23 сентября 1980, Псков) — российский футболист, выступавший на позиции защитника. Играл в высших дивизионах России и Латвии. Мастер спорта России.

## Биография
Воспитанник ДЮК-2 «Искра» (Псков), первый тренер — А. М. Колышев. На взрослом уровне дебютировал в составе родного клуба в 1998 году в соревнованиях любительских команд. В 1999 году стал чемпионом России среди любителей. С 2000 года вместе с командой выступал на профессиональном уровне.
В 2002 году перешёл в клуб премьер-лиги «Шинник». Дебютный матч на высшем уровне сыграл 27 апреля 2002 года против московского «Локомотива», выйдя на замену на 77-й минуте вместо Егора Шевченко. Всего в составе ярославского клуба выходил на поле в двух матчах премьер-лиги и 16 играх первенства дублёров. В дальнейшем провёл два сезона в первом дивизионе в клубах «Факел» и «Лисма-Мордовия».
В 2006—2007 годах выступал в высшей лиге Латвии в составе «Риги». В первом сезоне принял участие в 17 матчах и забил один гол — 4 июня 2006 года в ворота «Сконто». В следующем сезоне выходил на поле только один раз.
В конце карьеры вернулся в родной город и играл за «Псков-747» во втором дивизионе. Завершил спортивную карьеру в возрасте 32 лет.